# Segurança do paciente
A segurança do paciente é uma nova disciplina na área da saúde que enfatiza o relato, análise e prevenção do erro médico que frequentemente levam a efeito adverso. A frequência e a magnitude de eventos adversos evitáveis não eram bem conhecidas até a década de 1990, quando inúmeros países relataram dados alarmantes sobre pacientes prejudicados ou mortos em função de erros médicos. Reconhecendo que os erros relacionados aos cuidados de saúde impactavam 1 a cada 10 pacientes no mundo inteiro, a Organização Mundial da Saúde considerou a segurança do paciente como uma preocupação endêmica. De fato, a segurança do paciente emergiu como uma disciplina distinta em saúde apoiada em uma estrutura de desenvolvimento científico ainda imatura. Há um significativo corpo transdisciplinar de literatura teórica e de pesquisa que informa a ciência por trás da segurança do paciente. O conhecimento resultante sobre a segurança do paciente informa continuamente esforços pelo progresso como: aplicar as lições aprendidas no ramo dos negócios e na indústria, adotar tecnologias inovadoras, educar provedores e consumidores, melhorar os sistemas de notificação de erros e desenvolver novos incentivos econômicos.
Desde a publicação do "To Err Is Human" pelo Institute of Medicine em 1999 quando foi estimado que anualmente ocorriam de 44 mil a 98 mil mortes decorrentes de falhas na segurança do paciente é que este tema tem sido alvo de pesquisas crescentes.

## Prevalência de eventos adversos

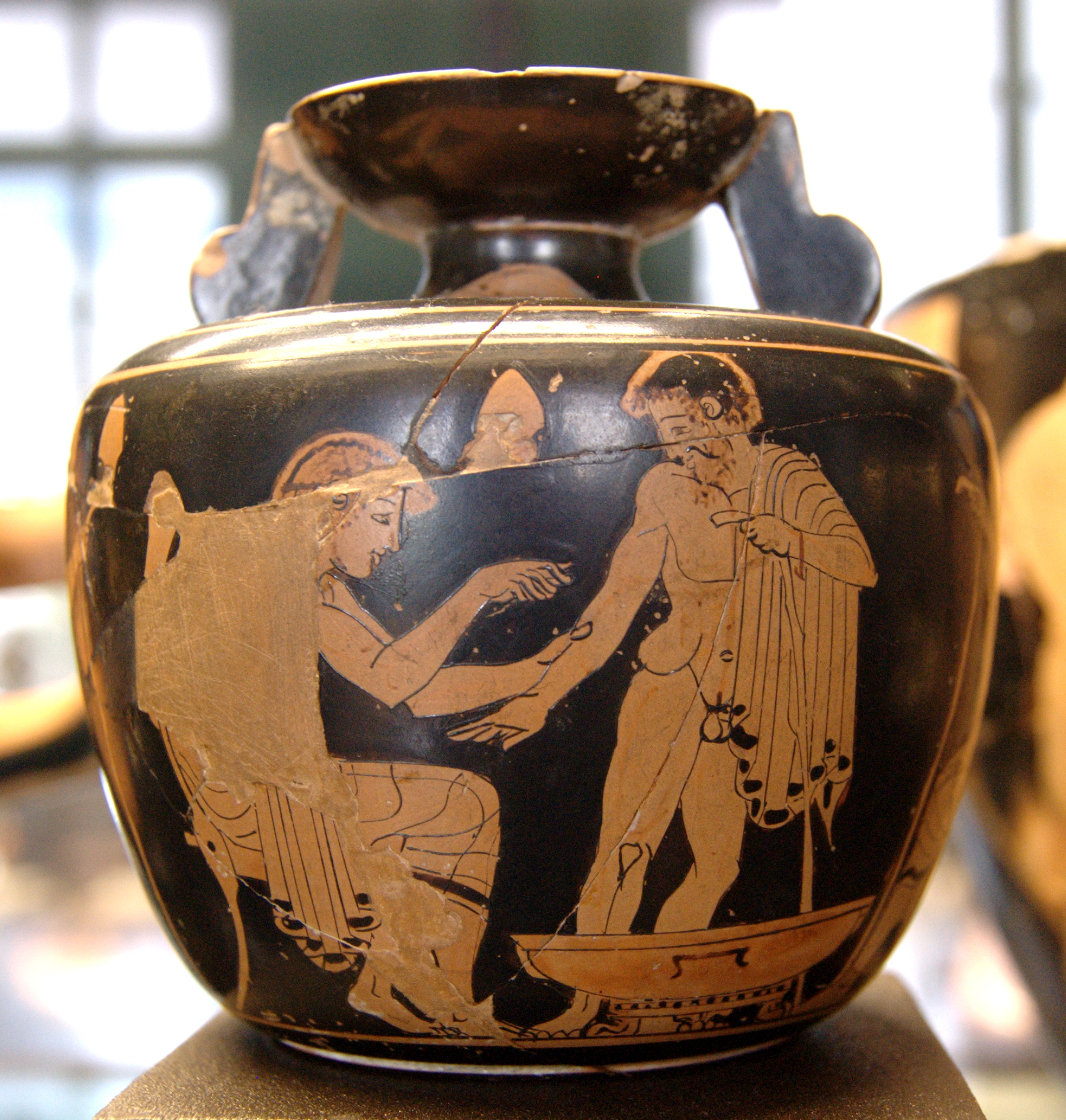
Médico grego tratando de um paciente, c. 480–470 AC (Museu do Louvre, Paris, França)

Há milénios, Hipócrates reconheceu o potencial para lesões que surgem das ações bem-intencionadas dos curadores. Os curandeiros gregos do século IV a.C. redigiram o Juramento de Hipócrates e comprometeram-se a “prescrever regimes para o bem dos meus pacientes de acordo com a minha capacidade e o meu julgamento e nunca fazer mal a ninguém”.  Desde então, a diretriz primum non nocere ("primeiro não causar dano") tornou-se um princípio central para a medicina contemporânea. No entanto, apesar de uma ênfase crescente na base científica da prática médica na Europa e nos Estados Unidos no final do século XIX, era difícil obter dados sobre resultados adversos e os vários estudos encomendados recolheram sobretudo acontecimentos anedóticos.
Nos Estados Unidos, o público e a especialidade médica de anestesia ficaram chocados em abril de 1982 com o programa de televisão ABC 20/20 intitulado The Deep Sleep. Apresentando relatos de acidentes anestésicos, os produtores afirmaram que, todos os anos, 6 000 americanos morrem ou sofrem danos cerebrais relacionados a esses acidentes. Em 1983, a Royal Society of Medicine e a Harvard Medical School  patrocinaram conjuntamente um simpósio sobre mortes e lesões anestésicas, resultando em um acordo para compartilhar estatísticas e conduzir estudos. A atenção foi dada aos erros médicos em 1999, quando o Instituto de Medicina informou que cerca de 98 000 mortes ocorrem todos os anos devido a erros médicos cometidos em hospitais.
Em 1984, a Sociedade Americana de Anestesiologistas (ASA) estabeleceu a Anesthesia Patient Safety Foundation (APSF). A APSF marcou o primeiro uso do termo “segurança do paciente” em nome de organização de revisão profissional.  Embora os anestesiologistas representem apenas cerca de 5% dos médicos nos Estados Unidos, a anestesiologia tornou-se a principal especialidade médica no tratamento de questões de segurança do paciente.  Da mesma forma, na Austrália, a Australian Patient Safety Foundation foi fundada em 1989 para monitoramento de erros anestésicos. Ambas as organizações foram logo expandidas à medida que a magnitude da crise dos erros médicos se tornou conhecida.

### Errar é Humano
Nos Estados Unidos, a magnitude e o impacto total dos erros nos cuidados de saúde não foram apreciados até a década de 1990, quando vários relatórios chamaram a atenção para esta questão. Em 1999, o Instituto de Medicina (IOM) da Academia Nacional de Ciências divulgou um relatório, Errar é Humano: Construindo um Sistema de Saúde Mais Seguro.  A OIM apelou a um amplo esforço nacional para incluir a criação de um Centro para a Segurança do Paciente, a notificação alargada de eventos adversos, o desenvolvimento de programas de segurança nas organizações de cuidados de saúde e a atenção por parte dos reguladores, compradores de cuidados de saúde e sociedades profissionais. A maior parte da atenção dos meios de comunicação social, contudo, concentrou-se nas estatísticas surpreendentes: entre 44 000 e 98 000 mortes evitáveis anualmente devido a erros médicos em hospitais, 7 000 mortes evitáveis relacionadas apenas com erros de medicação. Duas semanas após a divulgação do relatório, o Congresso iniciou audiências e o Presidente Clinton ordenou um estudo em todo o governo sobre a viabilidade de implementação das recomendações do relatório. Críticas iniciais à metodologia nas estimativas da OIM concentrou-se nos métodos estatísticos de amplificação de baixos números de incidentes nos estudos piloto para a população em geral. No entanto, relatórios subsequentes enfatizaram a impressionante prevalência e consequências do erro médico.
The experience has been similar in other countries.
- Dez anos depois de um estudo australiano inovador ter revelado 18.000 mortes anuais por erros médicos, o professor Bill Runciman, um dos autores do estudo e presidente da Australian Patient Safety Foundation desde a sua criação em 1989, relatou ter sido vítima de um erro de dosagem médica.
- O Grupo de Peritos do Departamento de Saúde estimou, em Junho de 2000, que mais de 850 000 incidentes prejudicam os pacientes hospitalares do Serviço Nacional de Saúde no Reino Unido todos os anos. Em média, quarenta incidentes por ano contribuem para a morte de pacientes em cada instituição do NHS.
- Em 2004, o Estudo Canadense de Eventos Adversos descobriu que eventos adversos ocorreram em mais de 7% das internações hospitalares e estimou que 9 000 a 24 000 canadenses morrem anualmente após um erro médico evitável.
- Estes e outros relatórios da Nova Zelândia, Dinamarca  e países em desenvolvimento levaram a Organização Mundial da Saúde a estimar que uma em cada dez pessoas que recebem cuidados de saúde sofrerá danos evitáveis.

## Comunicação
A comunicação eficaz é essencial para garantir a segurança do paciente. A comunicação começa com o fornecimento de informações disponíveis em qualquer site operacional, especialmente em serviços profissionais móveis. A comunicação continua com a redução da carga administrativa, liberando o pessoal operacional e facilitando a demanda operacional por meio de ordens orientadas por modelo, permitindo assim a adesão a um procedimento bem executável e finalizado com um mínimo qualificado de feedback necessário.

## Organizações que defendem a segurança do paciente
Vários autores do relatório do Instituto de Medicina de 1999 revisitaram o estado das suas recomendações e o estado da segurança do paciente, cinco anos depois de "Errar é Humano". Ao descobrir que a segurança do paciente se tinha tornado um tema frequente para jornalistas, especialistas em cuidados de saúde e para o público, foi mais difícil ver melhorias globais a nível nacional. O que chamou a atenção foi o impacto nas atitudes e nas organizações. Poucos profissionais de saúde duvidavam agora que as lesões médicas evitáveis eram um problema sério. O conceito central do relatório – que os maus sistemas e não as más pessoas levam à maioria dos erros – tornou-se estabelecido nos esforços de segurança do paciente. Atualmente, uma ampla gama de organizações promove a causa da segurança do paciente. Por exemplo, em 2010, as principais organizações europeias de anestesiologia lançaram A Declaração de Helsinque para a Segurança do Paciente em Anestesiologia, que incorpora muitos dos princípios descritos acima.